# Dota
Dota és una sèrie de videojocs d'estratègia de Valve Corporation. La sèrie va començar l'any 2003 amb el llançament de Defense of the Ancients (DotA), un mod de camp de batalla en línia multijugador (MOBA) desenvolupat per fans per al videojoc Warcraft III: Reign of Chaos i la seva expansió, The Frozen Throne. El mod original inclou un joc centrat en dos equips de fins a cinc jugadors que assumeixen el control de personatges individuals anomenats "herois", que s'han de coordinar per destruir l'estructura de base central de l'enemic anomenada "Ancient" (antic, en anglès), per guanyar el joc. La propietat i el desenvolupament de DotA es van transmetre diverses vegades des del seu llançament inicial, fins que Valve va contractar el dissenyador principal del mod, IceFrog, i després d'una disputa legal en curs amb Blizzard Entertainment, el desenvolupador de Warcraft III, va negociar un acord que va permetre Valve heretar la marca registrada amb el nom Dota.
La primera entrega independent de la sèrie, Dota 2, va ser llançada per Valve el juliol de 2013. Seqüela de DotA, el joc conserva els mateixos elements de joc que el seu predecessor, alhora que introdueix també nous suports i mecàniques, així com una configuració independent de l'univers de Warcraft. Artifact, un joc de cartes col·leccionables digitals amb mecànica inspirada en Dota 2, es va llançar el 2018. Dota Underlords, un lluitador automàtic basat en el mod Dota Auto Chess creat per la comunitat de Dota 2, es va llançar el 2020.
El mod original de DotA es considera un dels mods més populars de tots els temps, amb desenes de milions de jugadors i una presència constant als tornejos d'esports durant la dècada del 2000. DotA es considera un catalitzador del gènere MOBA, inspirant els desenvolupadors a crear altres jocs similars. Així mateix, Dota 2 és citat com un dels videojocs més grans de tots els temps, amb una presència esportiva marcada per premis rècords que culminen amb el campionat anual conegut com The International. Els jocs derivats de Valve han estat rebuts positivament, tot i que Artifact es va considerar un fracàs crític i comercial, ja que la gran majoria de la seva base de jugadors inicial es va perdre en poques setmanes.

## Jocs
La sèrie Dota inclou quatre jocs centrats en un joc multijugador en línia competitiu. El mod original, Defense of the Ancients, és un mode de joc de Warcraft III creat per la comunitat desenvolupat amb el Warcraft III World Editor que es va publicar per primera vegada el 2003. El nom de la franquícia, "Dota", es deriva de l'acrònim del mod original, DotA. Dota 2, la seva entrega independent, es va publicar com a seqüela gratuïta el juliol de 2013. El primer spin-off, un joc de cartes col·leccionables digital anomenat Artifact, es va llançar el novembre de 2018. El segon spin-off, un lluitador automàtic anomenat Dota Underlords, es va estrenar el febrer de 2020.
Els lliuraments principals de la sèrie són jocs multijugador en línia de l'arena de batalla, on el jugador assumeix el control d'un únic personatge -un "heroi" - d'una gran llista de personatges i es coordina amb els seus companys d'equip per destruir la gran estructura dels seus oponents anomenada Ancient. mentre defensaven els seus. A diferència del mod original, que es deriva en gran part de la configuració de la sèrie Warcraft, els jocs autònoms comparteixen la seva pròpia continuïtat. De la mateixa manera, els jocs autònoms utilitzen el motor de joc Source i la plataforma de distribució Steam, tots dos desenvolupats per Valve.

### Defense of the Ancients(DotA)
El lliurament que va establir la propietat intel·lectual de Dota va ser el mod personalitzat Warcraft III: Reign of Chaos Defense of the Ancients (DotA). Desenvolupat i llançat de manera independent pel dissenyador pseudònim "Eul" l'any 2003, es va inspirar en Aeon of Strife, un mapa multijugador de StarCraft. Abans de cada partida de DotA, fins a deu jugadors s'organitzen en dos equips anomenats Scourge i Sentinel, inspirats en les faccions de la història de Warcraft, amb el primer a l'angle nord-est i el segon a l'angle sud-oest d'un mapa gairebé simètric. Utilitzant un dels diversos modes de joc, els jugadors escullen cadascun una única unitat poderosa anomenada "heroi", de la qual se'ls concedeix el control durant tot el partit. Els herois mantenen avantatges tàctics especials, pel que fa a les seves estadístiques, atacs i tipus de dany, així com habilitats que es poden aprendre i millorar mitjançant l'augment de nivell des del combat. La coordinació de l'equip i la composició de la plantilla es consideren crucials per a una partida reeixida. La moneda del joc és l'or, que es pot utilitzar per comprar articles que poden millorar les estadístiques d'un heroi i proporcionar habilitats especials. L'or s'atorga als jugadors per destruir enemics i en increments de forma continuada, alhora que es dedueix per la mort del seu heroi. Els herois lluiten al costat d'unitats d'infanteria controlades per ordinador més febles que s'envien periòdicament en onades, que recorren tres camins anomenats "carrils", que connecten les bases de Scourge i Sentinel. Cada carril està revestit de torres defensives, que no només són més potents com més a prop estan de les seves respectives bases, sinó que són invulnerables fins que els seus predecessors són destruïts. Al centre de cada base hi ha una estructura central anomenada "Ancient", que és l'Arbre del Món per al Sentinel o el Tron Gelat per a la Plaga. Per guanyar una partida, cal destruir l'Ancient de l'enemic.

### Dota 2
L'interès de Valve per la propietat intel·lectual de Dota va començar quan diversos empleats veterans, inclòs el dissenyador de Team Fortress 2 Robin Walker i l'executiu Erik Johnson, es van fer fans del mod i van voler construir una seqüela moderna. La companyia va correspondre amb IceFrog per correu electrònic sobre els seus plans a llarg termini per al projecte, i posteriorment va ser contractat per dirigir una seqüela. IceFrog va anunciar per primera vegada la seva nova posició a través del seu bloc l'octubre de 2009, amb Dota 2 anunciant-se oficialment un any després. Poc després, Valve va presentar una reclamació de marca registrada al nom Dota. A la Gamescom 2011, el president de l'empresa, Gabe Newell, va explicar que la marca registrada era necessària per desenvolupar una seqüela amb la marca ja identificable. Tenint el nom de Dota com a actiu de la comunitat, Feak i Mescon van presentar una marca comercial oposada per a Dota en nom de DotA-Allstars, LLC (aleshores una subsidiària de Riot Games) l'agost de 2010. Rob Pardo, el vicepresident executiu de Blizzard Entertainment en aquell moment, va declarar de la mateixa manera que el nom de Dota pertanyia a la comunitat del mod. Blizzard va adquirir DotA-Allstars, LLC de Riot Games i va presentar una oposició contra Valve el novembre de 2011, citant la propietat de Blizzard tant de Warcraft III World Editor com de DotA-Allstars, LLC com a reclamacions adequades del nom de la franquícia. La disputa es va resoldre el maig de 2012, amb Valve conservant els drets comercials de la marca comercial de Dota, alhora que permetia l'ús no comercial del nom per part de tercers.
Un èxit matiner de l'equip de Dota 2 va ser l'adaptació de Defensa d'estil estètic dels Antics per al motor Source. Les faccions Radiant i Dire van substituir el Sentinel i Scourge del mod, respectivament. Els noms dels personatges, les habilitats, els elements i el disseny de mapes del mod es van mantenir en gran part, amb alguns canvis a causa de les marques comercials propietat de Blizzard. A la primera sessió de preguntes i respostes sobre Dota 2, IceFrog va explicar que el joc es basaria en el mod sense fer canvis significatius al seu nucli. Valve va contractar col·laboradors importants de la comunitat de Defense of the Ancients, inclosos Eul i l'artista Kendrick Lim, per ajudar amb la seqüela. Després de gairebé dos anys de proves beta, Dota 2 es va llançar oficialment a Steam per a Windows el 9 de juliol de 2013 i per a OS X i Linux el 18 de juliol de 2013. El joc no es va llançar amb tots els herois de Defense of the Ancients. En canvi, els que faltaven es van afegir en diverses actualitzacions posteriors al llançament, amb l'última, així com el primer heroi original de Dota 2, que es van afegir el 2016. Des del seu llançament, Dota 2 ha estat citat com un dels millors videojocs de tots els temps. També és el joc d'esports més lucratiu de tots els temps, ja que els equips i jugadors guanyen un total de més US$ 100 milions de dòlars el juny de 2017.

### Artifact
Artifact és un joc digital de cartes col·leccionables basat en Dota 2, desenvolupat i publicat per Valve. El joc se centra en les batalles de jugadors contra jugadors en línia a través de tres taulers anomenats carrils. El seu desenvolupament va començar a finals de 2014, amb la incorporació del dissenyador principal Richard Garfield per ajudar a fer un joc de cartes digital a causa de la seva experiència amb la creació de la franquícia Magic: The Gathering. A continuació, el joc es va anunciar mitjançant un tràiler teaser jugat a The International 2017, un gran torneig esportiu específic de Dota 2 organitzat per Valve. Artifact es va llançar per a Microsoft Windows, macOS i Linux el novembre de 2018, amb versions previstes per a Android i iOS. Tot i que la seva jugabilitat i la seva mecànica d'esborrany van rebre elogis, va ser criticat per la seva alta corba d'aprenentatge i el seu model de monetització, que alguns van comparar amb un pagament per guanyar. El joc va experimentar una disminució del 95% de jugadors en els dos mesos posteriors al seu llançament, i tenia menys de 100 jugadors simultàniament a mitjans de 2019.

### Dota Underlords
Dota Underlords és un batallador automàtic free-to-play, un tipus d'escacs -com a videojoc d'estratègia multijugador competitiu, desenvolupat i publicat per Valve. El joc es basa en un mode de joc creat per la comunitat de Dota 2 anomenat Dota Auto Chess, amb els periodistes assenyalant els orígens de modding paral·lels que DotA va tenir a Warcraft III. Va ser llançat en accés anticipat el juny de 2019 per a Android, iOS, macOS, Microsoft Windows i Linux, i està previst que es llançarà oficialment el febrer de 2020. Un dels molts jocs de lluita automàtica que es van llançar després de la popularitat de Dota Auto Chess, els crítics el van considerar un dels més fàcils d'introduir per als nous jugadors del gènere. A Dota Underlords, on els jugadors col·loquen personatges, coneguts com a herois, en un camp de batalla en forma de quadrícula de 8x8. Després d'una fase de preparació, els herois d'un equip lluiten automàticament amb l'equip contrari sense cap intervenció directa del jugador. Un partit compta amb un màxim de vuit jugadors en línia que es tornen jugant entre ells en un format d'un contra un, i el guanyador és l'últim jugador dempeus després d'eliminar tots els herois contraris.

## Altres mitjans
Una sèrie de televisió d'anime basada en la franquícia, Dota: Dragon's Blood, es va estrenar a Netflix el març de 2021. Va ser produït per Studio Mir i Kaiju Boulevard.

## IceFrog
IceFrog (nascut el 1983 o 1984) és el dissenyador principal pseudònim de Defense of the Ancients i Dota 2. La seva implicació amb la sèrie va començar l'any 2005, quan va heretar les regnes de DotA Allstars de "Neichus", que ell mateix la va heretar de Steve "Guinsoo" Feak. IceFrog també és conegut pel seu anonimat, ja que mai no ha revelat públicament la seva identitat. El febrer de 2009, IceFrog va revelar al seu bloc que en aquell moment tenia 25 anys. El 2010, una persona anònima que afirmava ser un empleat de Valve va escriure una publicació al bloc titulada "La veritat sobre IceFrog", en la qual afirma que IceFrog havia treballat prèviament en secret a Heroes of Newerth per a S2 Games abans d'unir-se a Valve el 2009, també. com afirmant la seva identitat com Abdul Ismail. Un document judicial sobre la propietat de la propietat intel·lectual de Dota de l'abril de 2017 va confirmar Ismail com la identitat d'IceFrog, així com les seves contribucions anteriors a Valve a Heroes of Newerth.